# دیگو چیتزوف
دیگو چیتزوف (انگلیسی: Diego Chitzoff؛ زادهٔ ۴ آوریل ۱۹۸۰) بازیکن فوتبال اهل آرژانتین است.
از باشگاه‌هایی که در آن بازی کرده‌است می‌توان به باشگاه فوتبال روساریو سنترال اشاره کرد.